# Tonsina-Gletscher
Der Tonsina-Gletscher ist ein Gletscher im US-Bundesstaat Alaska an der Nordflanke der Chugach Mountains.

## Geografie
Der 15,5 km lange Talgletscher hat sein Nährgebiet auf einer Höhe von 1650 m in den Chugach Mountains 25 km nordöstlich von Valdez. Der im Mittel 1,7 km breite Gletscher strömt in östlicher Richtung flankiert von bis zu 2300 m hohen Gipfeln. Die Gletscherzunge reicht bis auf etwa 1000 m hinab. Sie bildet die Quelle des Tonsina River, einem rechten Nebenfluss des Copper River. Der Gletscher ist im Rückzug begriffen.